# Pelastoneurus semiplumatus
Pelastoneurus semiplumatus är en tvåvingeart som beskrevs av Becker 1922. Pelastoneurus semiplumatus ingår i släktet Pelastoneurus och familjen styltflugor. Inga underarter finns listade i Catalogue of Life.